# Coquet Stop Line
Die Coquet Stop Line war eine britische, während des Zweiten Weltkrieges angelegte Verteidigungslinie. Dieses Verteidigungssystem beginnt nahe der Kleinstadt Amble in Northumberland und verläuft längs des Flusses Coquet, welcher auch der Namensgeber der Stellung ist. Sie wurde gegen eine potenzielle deutsche Landung errichtet, die anders als die tatsächlich geplante Operation Seelöwe den Nordosten Englands von Norden her bedroht hätte. Strategisches Ziel der Verteidigungslinie war, einen möglichen deutschen Vormarsch abzubremsen, um Zeit für eine Bemannung der 30 km südlich gelegenen Tyne Stop Line zu gewinnen. Die Stellung bestand aus sogenannten Pillbox-Bunkern.

## Lage bekannter Bunker der Coquet Stop Linie

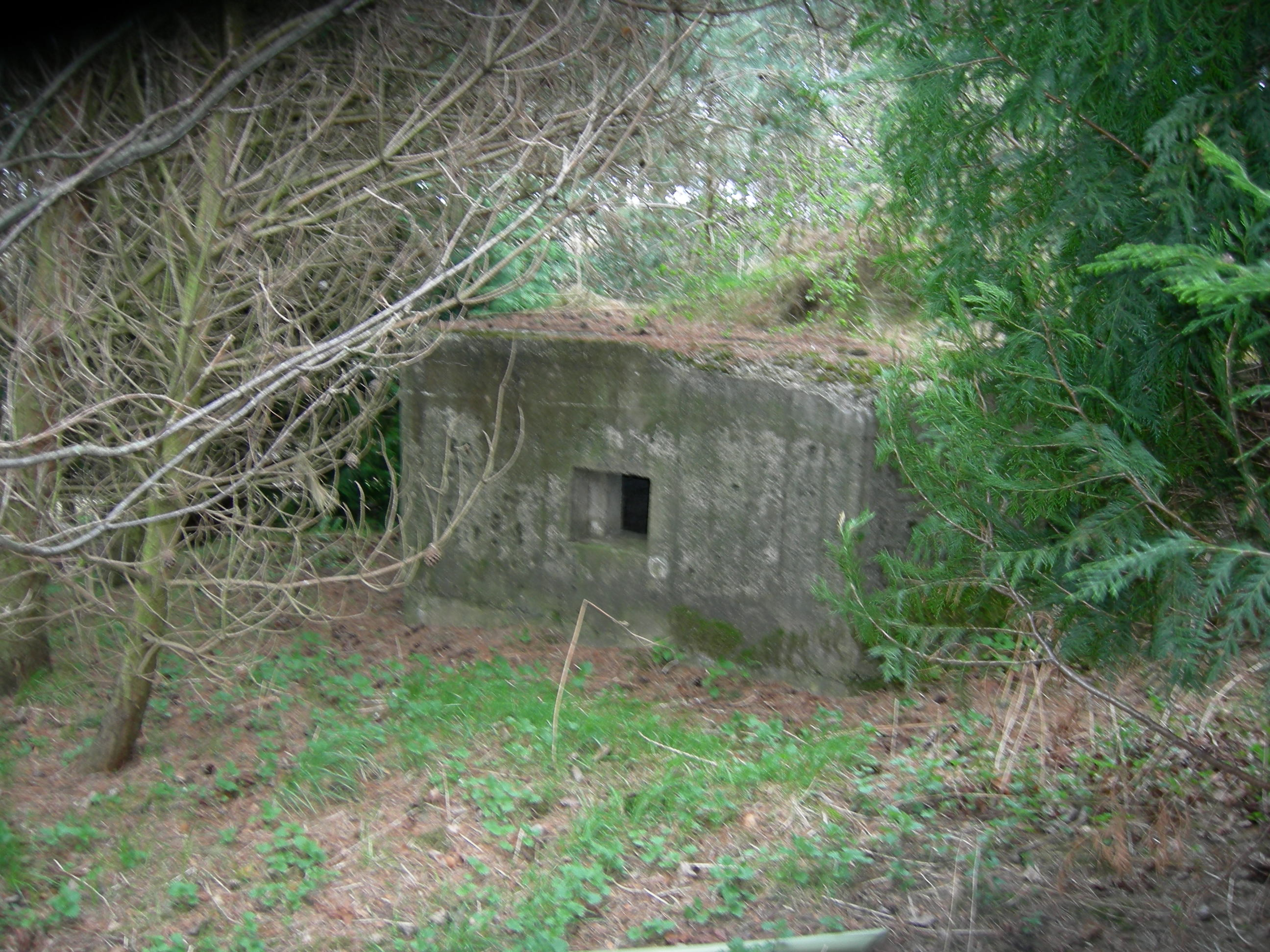
P305

| ID   | Lage                               | Koordinaten | Anmerkungen                                                                             |
| ---- | ---------------------------------- | ----------- | --------------------------------------------------------------------------------------- |
| P454 | West Thirston                      | Standort    |                                                                                         |
| P305 | Catheugh Plantation                | Standort    |                                                                                         |
| P306 | Weldon Bridge                      | Standort    |                                                                                         |
| P307 | Brinkheugh                         | Standort    |                                                                                         |
| P308 | Middleheugh, Brinkburn Priory      | Standort    |                                                                                         |
| P309 | Pauperhaugh                        | Standort    |                                                                                         |
| P310 | Brinkburn Station                  | Standort    |                                                                                         |
| P311 | Rothbury (Schulgelände)            |             | abgerissen                                                                              |
| P312 | Cartington nahe Rothbury           | Standort    | Dieser Bunker befindet sich im Garleigh Moor, nicht in der Ortschaft Cartington selber. |
| P313 | Carterside nahe Rothbury           | Standort    |                                                                                         |
| P314 | Newtown                            | Standort    |                                                                                         |
| P315 | Ryehill                            | Standort    |                                                                                         |
| P318 | Little Tosson                      | Standort    |                                                                                         |
| P319 | Bickerton                          | Standort    |                                                                                         |
| P320 | Bickerton                          | Standort    |                                                                                         |
| P321 | Hepple                             | Standort    |                                                                                         |
| P322 | Hepple                             | Standort    |                                                                                         |
| P323 | Harehaugh                          |             |                                                                                         |
| P--- | Brainshaugh (nördlich des Flusses) | Standort    |                                                                                         |
| P583 | Morwick                            | Standort    |                                                                                         |
| P--- | Rothbury                           | Standort    |                                                                                         |